# Unchain the Night
Unchain the Night es el primer álbum en vídeo de la banda estadounidense de hard rock y heavy metal Dokken, publicado en 1986 en formato VHS por el sello Elektra Records. Más tarde, en 2007 fue remasterizado y relanzado por Rhino Records en formato DVD. Incluye todos los vídeos musicales grabados hasta ese momento, como también cortos metrajes de conversaciones entre los miembros de la banda grabados durante las giras. Por otro lado, obtuvo la certificación de disco de platino en los Estados Unidos al superar las 100 000 copias vendidas en abril de 1988.

## Lista de canciones
| N.º | Título                           | Duración |  |
| 1.  | «Conversación» (metraje)         | 1:11     |  |
| 2.  | «Into the Fire» (video musical)  | 3:53     |  |
| 3.  | «Conversación» (metraje)         | 2:00     |  |
| 4.  | «Just Got Lucky» (video musical) | 4:45     |  |
| 5.  | «Conversación» (metraje)         | 2:15     |  |
| 6.  | «Breaking the Chains» (en vivo)  | 3:50     |  |
| 7.  | «Conversación» (metraje)         | 1:26     |  |
| 8.  | «Alone Again» (video musical)    | 4:16     |  |
| 9.  | «Conversación» (metraje)         | 2:22     |  |
| 10. | «The Hunter» (video musical)     | 4:04     |  |
| 11. | «Conversación» (metraje)         | 1:24     |  |
| 12. | «In My Dreams» (video musical)   | 4:18     |  |
| 13. | «Conversación» (metraje)         | 2:06     |  |
| 14. | «It's Not Love» (video musical)  | 7:22     |  |

## Músicos
- Don Dokken: voz, guitarra rítmica
- George Lynch: guitarra líder
- Jeff Pilson: bajo
- Mick Brown: batería